# Likino-Duliovo
Likino-Duliovo (în rusă Ликино́-Дулёво) este un oraș în Regiunea Moscova, Federația Rusă, localizat la E de Moscova și are o populație de 31.440 locuitori.